# Wola Kiełpińska (gromada)
Wola Kiełpińska – dawna gromada, czyli najmniejsza jednostka podziału terytorialnego Polskiej Rzeczypospolitej Ludowej w latach 1954–1972.
Gromady, z gromadzkimi radami narodowymi (GRN) jako organami władzy najniższego stopnia na wsi, funkcjonowały od reformy reorganizującej administrację wiejską przeprowadzonej jesienią 1954 do momentu ich zniesienia z dniem 1 stycznia 1973, tym samym wypierając organizację gminną w latach 1954–1972.
Gromadę Wola Kiełpińska z siedzibą GRN w Woli Kiełpińskiej utworzono – jako jedną z 8759 gromad na obszarze Polski – w powiecie nowodworskim w woj. warszawskim, na mocy uchwały nr VI/10/9/54 WRN w Warszawie z dnia 5 października 1954. W skład jednostki weszły obszary dotychczasowych gromad Wola Kiełpińska, Bolesławowo, Dębe, Guty, Izbica, Jachranka, Skubianka, Stanisławowo, Święciennica, Szadka, Wola Smolana, Zabłocie, Zalesie-Borowe, Marynino i Dębinki ze zniesionej gminy Zegrze w tymże powiecie. Dla gromady ustalono 21 członków gromadzkiej rady narodowej.
Gromada przetrwała do końca 1972 roku, czyli do kolejnej reformy gminnej.